# Antoine-François Varner
Antoine-François Varner (Parigi, 23 aprile 1789 – Parigi, 5 settembre 1854) è stato un drammaturgo francese.

## Biografia
Nato a Parigi, (città dove morì nel 1854), studiò a Sainte-Barbe, poi prestò servizio per qualche tempo nei dragoni. Entrò quindi nei pubblici uffici e, in qualità di assistente del commissario alle guerre, partecipò alla campagna di Russia.
Disoccupato durante la Restaurazione, si dedicò alle lettere e compose vaudevilles, da solo o in collaborazione con Eugène Scribe, Ymbert, Jean-François Bayard, Mélesville, Henri Dupin, Delestre-Poirson, Armand d'Artois, Hippolyte, Nicolas Brazier, Félix-Auguste Duvert, Lauzanne, Deslandes, Premaray.
Varner aveva ottenuto dopo il 1830 un posto di capo ufficio presso la Prefettura della Senna che la rivoluzione del 1848 gli aveva tolto.

## Onorificenze
È stato insignito del grado di Cavaliere della Legion d'Onore.

## Opere
- 1817: Le Solliciteur, ou l'Art d'obtenir des places, commedia in 1 atto mista a vaudevilles, con Eugène Scribe, Henri Dupin, Jean-Gilbert Ymbert, Charles-Gaspard Delestre-Poirson;[4]
- 1817: Les Comices d'Athènes, ou les Femmes orateurs, commedia-vaudeville in un atto, tradotta dal greco di Aristofane, con Scribe;
- 1818: L'Obligeant, ou la Fureur d'être utile, commedia in 1 atto mista a vaudevilles, con Ymbert;
- 1819: Les Deux maris, commedia in 1 atto mista a vaudevilles, con  Scribe;
- 1820: Trottin, ou le Retour du sérail, folie-vaudeville in 1 atto con Ymbert;
- 1820: Le Dîner de garçons, commedia in 1 atto mista a distici, con Ymbert;
- 1820: Le Propriétaire sans propriété, commedia-vaudeville in 1 atto, con Ymbert;
- 1822: La Marchande de coco, ou les Projets de réforme, folie sbarazzina in 1 atto mista a distici, con Ymbert;
- 1823: Le Faubourien, ou le Philibert de la rue Mouffetard, commedia sbarazzina in 1 atto mista a distici, con Ymbert;
- 1823: Le Précepteur dans l'embarras, commedia-vaudeville in 1 atto con Ymbert;
- 1823: La Pièce nouvelle, ou les Assureurs dramatiques, commedia in 1 atto e in versi;
- 1823: L'Intérieur d'un bureau, ou la Chanson, commedia-vaudeville in 1 atto, con Scribe e Ymbert;
- 1823 : Monsieur Barbe bleue, ou le Cabinet mystérieux, folie in 1 atto mista a distici, con Dupin;
- 1824: La Léocadie de Pantin, parodia de la Léocadie di Georges Feydeau con Armand d'Artois e  Dupin;
- 1824: La Mansarde des artistes, commedia-vaudeville in 1 atto, con Scribe e Dupin;
- 1824: Le Château de la poularde, commedia-vaudeville in 1 atto, con Scribe e Dupin;
- 1825: Le Plus beau jour de la vie, commedia-vaudeville in 2 atti, con Scribe;
- 1825: La Ville neutre, ou le Bourgmestre de Neustadt, commedia-vaudeville in 1 atto, con Ymbert;
- 1825: Le Plus beau jour de la vie, commedia-vaudeville in 2 atti, con Scribe;
- 1825: La Charge à payer, ou la Mère intrigante, commedia-vaudeville in 1 atto, con Scribe;
- 1826: Le Mariage de raison, commedia-vaudeville in 2 atti, con Scribe;
- 1826: Les Manteaux, commedia-vaudeville in 2 atti con Scribe e Dupin;
- 1827: Une soirée à la mode, commedia-vaudeville in 1 atto, con Jean-François Bayard e  Hippolyte;
- 1827: Les Petits appartements, opéra-comique in 1 atto, con Dupin, musica di Henri-Montan Berton;
- 1828: Les Moralistes, commedia-vaudeville in 1 atto, con Scribe;
- 1828: Le Bourgeois de Paris, ou la Partie de plaisir, pièce in 3 atti e 5 quadri, con d'Artois e Dupin;
- 1829: Marino Faliero à Paris, folie à propos-vaudeville in 1 atto con Bayard;
- 1829: Madame de Sainte-Agnès, commedia-vaudeville in 1 atto, con Scribe;
- 1829: Théobald, ou le Retour de Russie, commedia-vaudeville in 1 atto, con Scribe;
- 1829: La Veste et la livrée, commedia-vaudeville in 1 atto, con Mélesville;
- 1829: La Cour d'assises, tableau-vaudeville in 1 atto, con Scribe;
- 1830: La Convalescente, commedia-vaudeville in 1 atto con Mélesville;
- 1831: Les Deux novices, commedia-vaudeville in 3 tempi, con Bayard;
- 1831: L'Art de payer ses dettes, commedia-vaudeville in 1 atto, con Mélesville;
- 1831: Le Salon de 1831, à-propos in 1 atto misto a distici con Nicolas Brazier e Bayard;
- 1832: La Grande aventure, commedia-vaudeville in 1 atto, con Scribe;
- 1832: Toujours, ou l'Avenir d'un fils, commedia-vaudeville in 2 atti, con Scribe;
- 1832: Paris malade, rivista mista a distici, con Bayard;
- 1833: La Chipie, commedia-vaudeville in 1 atto con Bayard;
- 1834: Un ménage d'ouvrier, commedia-vaudeville in 1 atto con Bayard;
- 1834: Le Mari d'une muse, commedia-vaudeville in 1 atto con Bayard;
- 1835: La Pensionnaire mariée, commedia-vaudeville in 1 atto, tratta da un romanzo di Mme de Flahaut, con Scribe;
- 1836: L'Oiseau bleu, pièce in 3 atti mista a canti, con Bayard;
- 1837: Ma maison du Pecq, vaudeville in 1 atto, con Mélesville;
- 1837: Le Bout de l'an, ou les Deux cérémonies, commedia-vaudeville in 1 atto con Scribe:
- 1837: César, ou le Chien du château, commedia-vaudeville in 2 atti, con Scribe;
- 1838: Le Pioupiou, ou la Gloire et l'amour, commedia in 2 atti con distici;
- 1838: C'est Monsieur qui paie, vaudeville in 1 atto, con Bayard;
- 1838: Les Deux maris, ou M. Rigaud, commedia in 1 atto e in vaudevilles, con Scribe
- 1838: Françoise et Francesca, commedia in 2 atti mista a distici;
- 1839: Chantre et choriste, vaudeville in 1 atto;
- 1839: Le Cousin du ministre, commedia in 1 atto mista a distici;
- 1841: Un monstre de femme, commedia-vaudeville in 1 atto con Félix-Auguste Duvert e Augustin Théodore de Lauzanne de Vauroussel;
- 1841: Les Pénitents blancs, commedia in 2 atti mista a canti;
- 1841: La Sœur de Jocrisse, commedia in 1 atto mista a canti, con Duvert
- 1842: La Chasse aux vautours, commedia in 1 atto mista a distici;
- 1843: L'Autre part du diable, ou le Talisman du mari, commedia in 1 atto mista a canti;
- 1843: Recette contre l'embonpoint, pièce in 2 atti mista a distici;
- 1843: Le Noctambule, commedia-vaudeville in 1 atto; con Paulin Deslandes;
- 1843: Les Canuts, commedia in 2 atti mista a canti, con Deslandes;
- 1845: Jeanne et Jeanneton, commedia-vaudeville in 2 atti con Scribe;
- 1845: La Belle et la Bête, commedia-vaudeville in 2 atti, con Bayard;
- 1846: Le Petit-fils, commedia-vaudeville in 1 atto, con Bayard;
- 1847: Le Chevalier de Saint-Remy, dramma in 5 atti e 6 quadri, con Jules de Prémaray, musica di Réancourt;
- 1847: Père et portier, vaudeville in 2 atti, con Bayard;
- 1848: L'Académicien de Pontoise, commedia-vaudeville in 2 atti con Charles Varin;
- 1848: Ô amitié!… ou les Trois époques, commedia-vaudeville in 3 atti con Scribe;
- 1849: La Grosse Caisse, ou les Élections dans un trou, pochade électorale in 2 atti mista a distici, con Bayard;
- 1849: Un cheveu pour deux têtes, commedia in 1 atto mista a distici con Duvert e Lauzanne;
- 1849: Babet, ou le Diplomate in famille, vaudeville in 1 atto;
- 1849: La Conspiration de Mallet, ou Une nuit de l'Empire, dramma storico in 5 atti misto a canti, con Bayard;
- 1850: Le Sous-préfet s'amuse, commedia-vaudeville in 2 atti,  con Bayard;
- 1850: La Perle des servantes, commedia mista a distici in 1 atto;
- 1851: Le Vol à la fleur d'orange, commedia-vaudeville in 2 atti con Bayard;
- 1852: Madame Schlick, commedia-vaudeville in 1 atto;
- 1852: La Fille d'Hoffmann, dramma con distici in 1 atto, con Bayard;
- 1852: Les Échelons du mari, commedia-vaudeville in 3 atti, con Bayard;